# Collegiale kerk Sint-Begga
De Collegiale kerk Sint-Begga is een neoclassicistische rooms-katholieke bidplaats aan de Place du Chapitre in de Belgische stad Andenne. De huidige kerk is een ontwerp van de bekende architect Laurent-Benoît Dewez die de voornaamste bouwmeester was van de Oostenrijkse Nederlanden. Zij werd ontworpen in 1764. De Eerste Steen zou gelegd zijn op 23 juli van dat jaar, maar de bouw duurde van 1770 tot 1775. In 1773 werd ze geconsecreerd en toegewijd aan de heilige Begga.

## Wordingsgeschiedenis en kloosterleven
Begga (overleden ca. 694) was de betovergrootmoeder van Karel de Grote en van aristocratische afkomst. Zij was de dochter van Pepijn van Landen en de zuster van Sint-Gertrudis van Nijvel. Haar leven speelde zich af in troebele tijden. Zij was weduwe geworden nadat haar echtgenoot Ansegisus vermoord was.
Ingevolge aanbevelingen door Paus Sergius I stichtte ze in 692 in Andenne een klooster dat bedoeld was als dankzegging aan God voor de door haar zoon Pepijn van Herstal behaalde overwinning - volgens de legende volgde ze daarbij de aanwijzingen die God haar had gegeven. Daardoor  was zij de facto de stichteres van wat later zou uitgroeien tot de stad Andenne.
Het klooster was in de eerste plaats bedoeld voor dames (30 reguliere kanunnikessen) die leefden volgens een strenge regel. Doordat vrouwen echter geen recht hadden om de mis op te dragen, was er toch nood aan een mannelijke aanwezigheid. Aldus werden tien heren (kanunniken met tonsuur, reguliere kanunniken dus) toegestaan voor de liturgische dienst. Dit had als bijkomend voordeel dat de dames een gevoel van bescherming ervoeren.
Vanaf de 9e eeuw seculariseerde het klooster en deze evolutie bereikte haar hoogtepunt op het einde van de 12e eeuw. Toen stond het onder de leiding van leken en werden alleen nog leden uit de aristocratie aangeworven, voor zoverre zij over voldoende middelen beschikten om in hun levensonderhoud te voorzien. Het Charter van Namen bevestigde in 1207 de overgang naar een adellijk kapittel. Dit had tot gevolg dat het klooster tot grotere rijkdom kwam en de beschikking kreeg over vele gronden op de linkeroever van de Maas. De leden leefden niet meer noodzakelijkerwijze in gemeenschap maar betrokken een aantal kanunnikenhuizen op of in de buurt van het Kapittelplein (vroeger: Place du Chapitre; tegenwoordig: Place Ste. Begge). Deze aanzienlijke huizen getuigen nog steeds van de welstand van hun vroegere bezitters. Later werd de gemeenschap omgevormd tot een kostschool voor kinderen van voorname afkomst, die hier vanaf jonge leeftijd opgevoed werden voor een eventueel huwelijk met een partner van gelijke stand. Zij die bleven deel uitmaken van het kapittel verkregen vaak hoge politieke, economische of sociale functies.
Behalve het adellijk stift bestond het stadje Andenne uit twee wijken met zeven kerkjes (kerspelkapellen). In 1762 waren deze kerkjes in zo'n slechte staat dat ze met toestemming van Maria-Theresia van Oostenrijk werden afgebroken. De overblijvende stenen werden hergebruikt voor de bouw van de huidige bidplaats. De Rue des sept églises in Andenne herinnert nog aan het bestaan van die kerkjes.
In 1785 besliste keizer Jozef II van het Heilige Roomse Rijk dat het adellijk kapittel van Sint-Begga moest worden samengevoegd met het klooster van Moustier-sur-Sambre en dat het moest verhuizen naar Namen. De stiftsdames gaven op 1 mei 1787 gevolg aan dit besluit en verlieten Andenne. In Namen wist het stift zijn bestaan nog tien jaar te rekken (tot 1797) onder de naam: adellijk kapittel van Sint-Petrus en Sint-Begga. In dat jaar werd het in de nasleep van de Franse Revolutie door de Franse bezetter afgeschaft.
De huizen rondom de kerk van Sint-Begga hebben in de loop der eeuwen ongeveer driehonderd kanunnikessen geherbergd.

## De actuele kerk

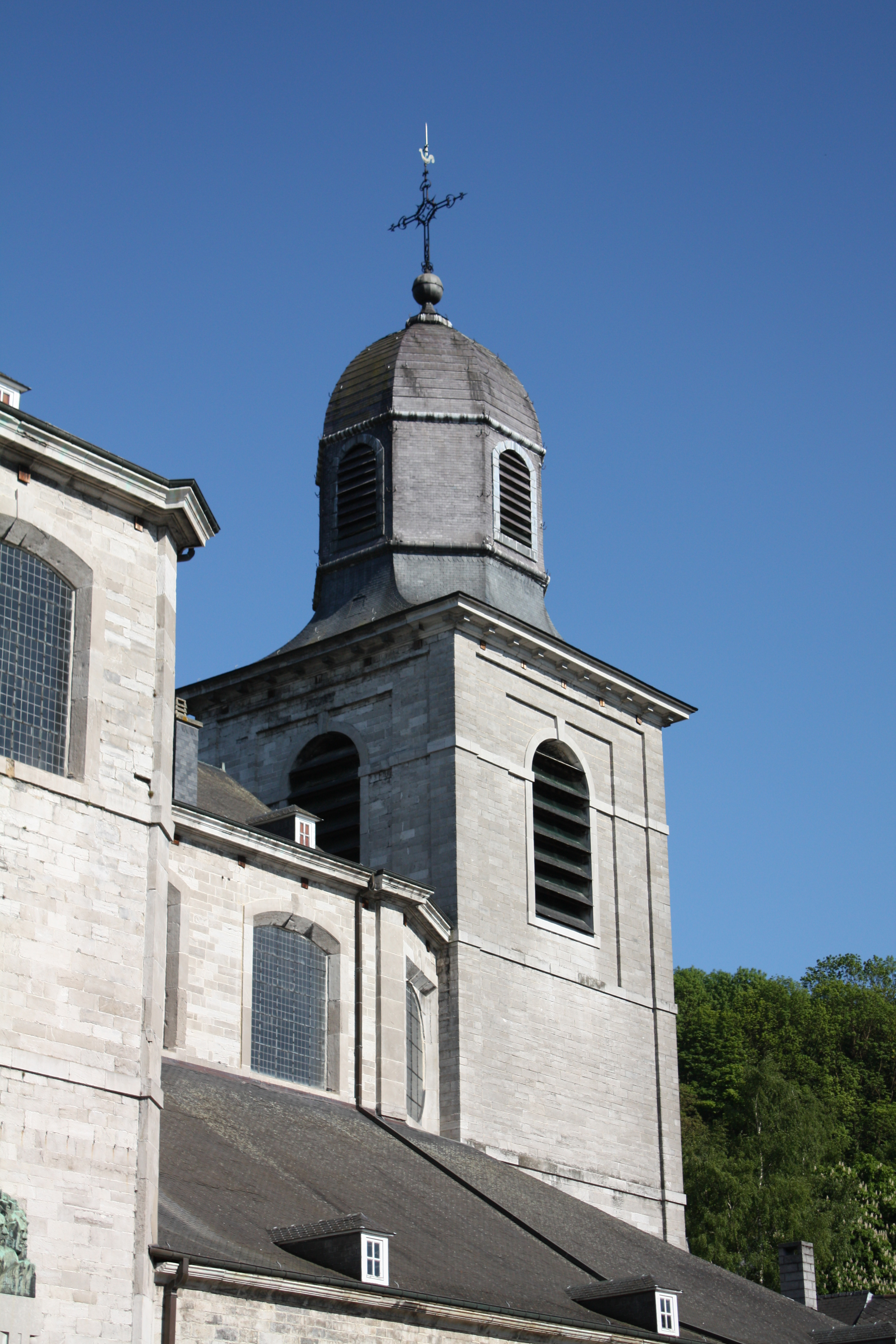
De kerk heeft een koortoren waarvan de vorm eerder zeldzaam is.

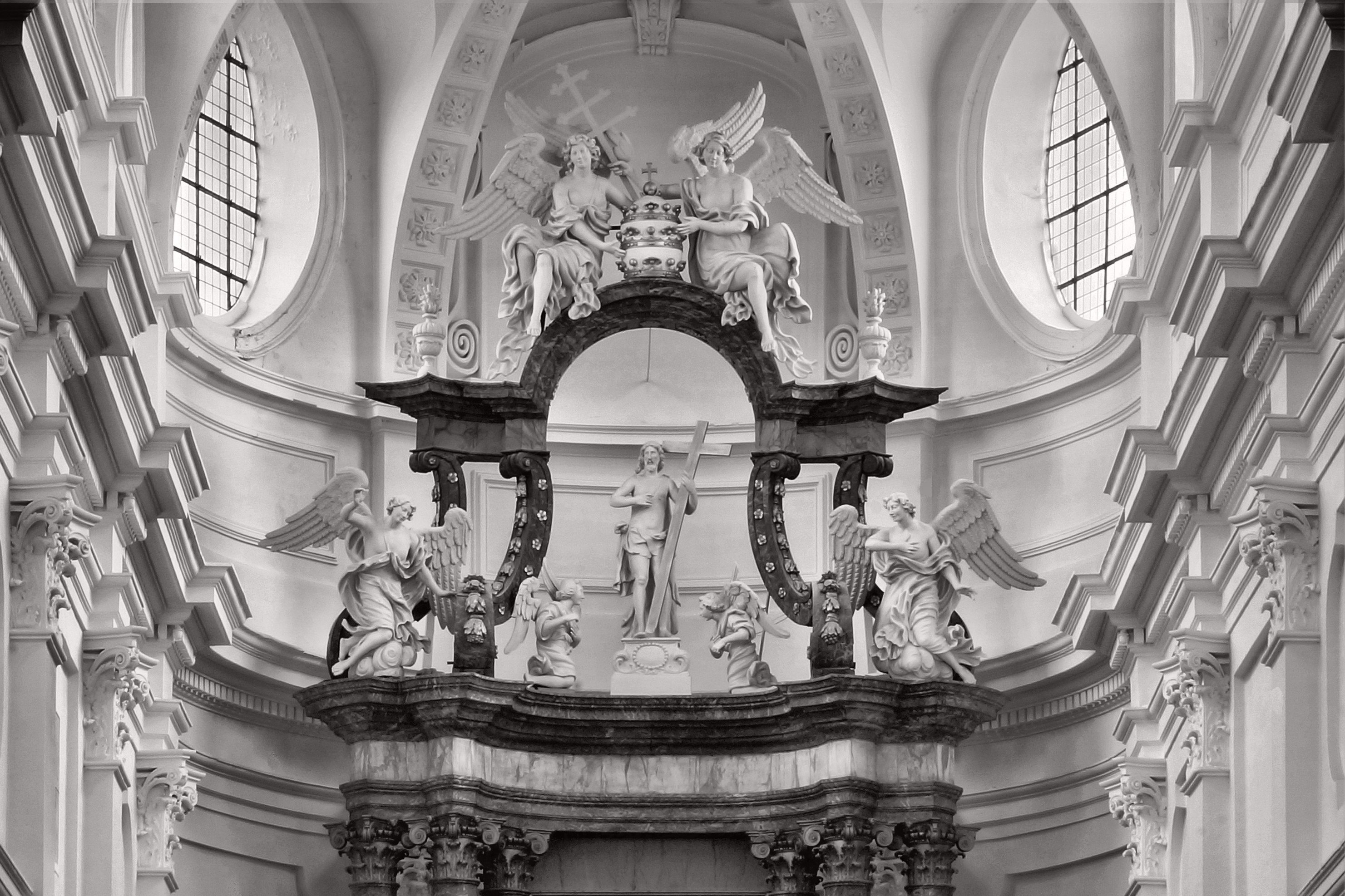
Triomfgroep boven het hoofdaltaar

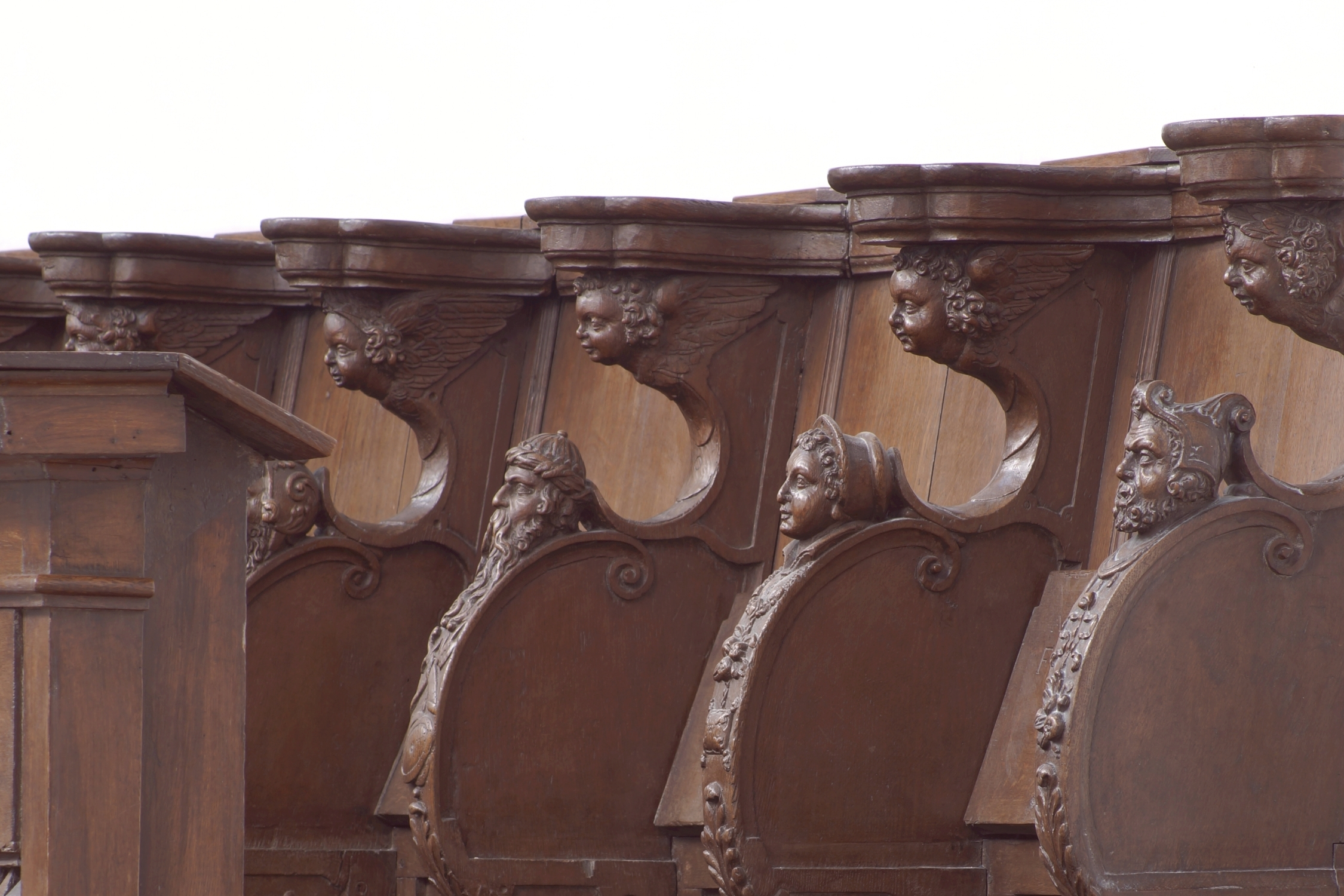
Detail van het koorgestoelte

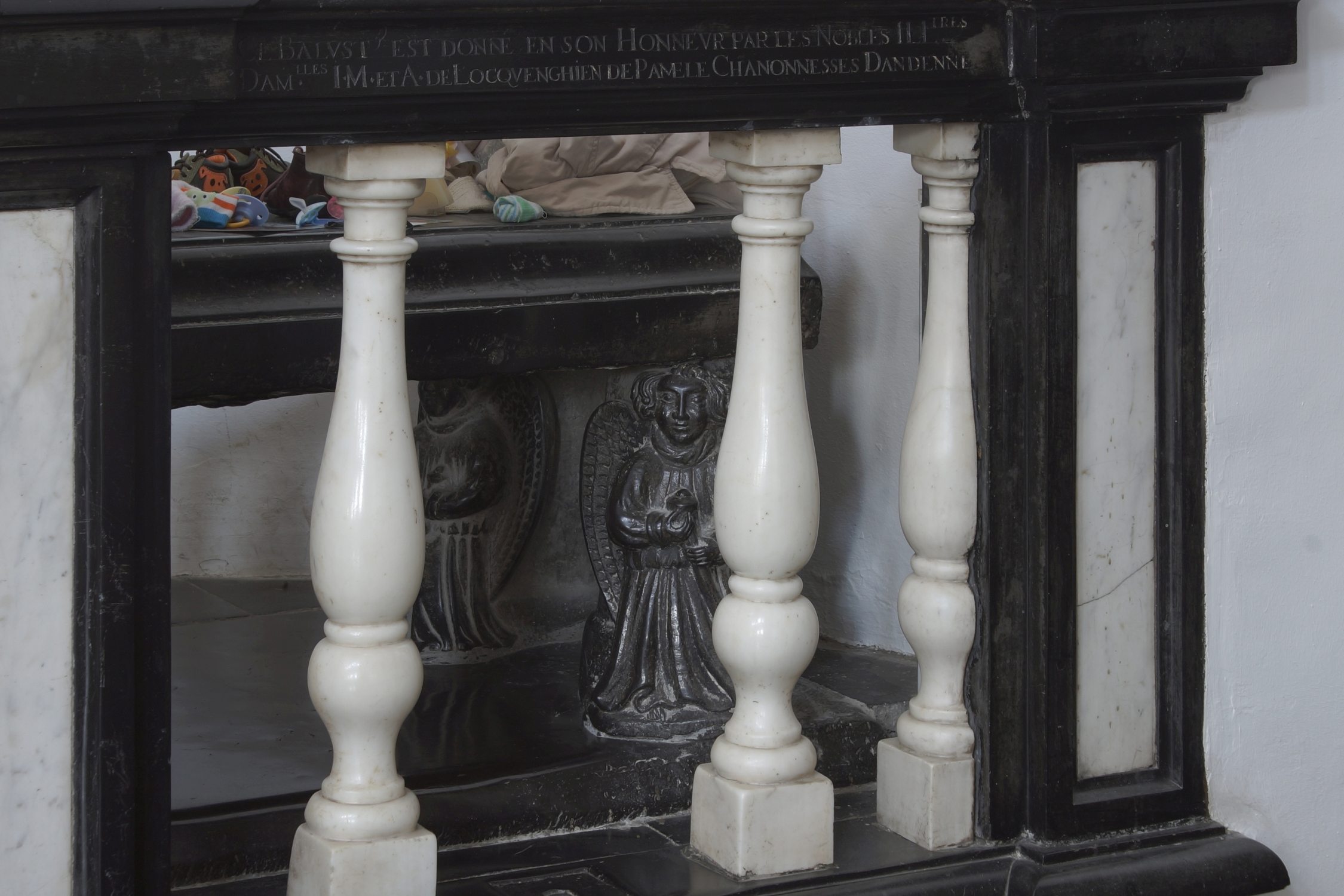
Graf van Sint-Begga (detail). Kinderkleding wordt op de Tafel van Begga achtergelaten.

De huidige kerk is opgetrokken uit kalksteen van de Maas. Ze heeft een koortoren waarvan de vorm eerder zeldzaam is.
Het interieur van het schip en de zijbeuken is sober, het koor, de kruisbeuk en de koorkapellen niet.
Hoog boven het altaar bevindt zich een triomfgroep: de verrezen Christus vergezeld van engelen. Daaronder bevindt zich een werk De Hemelvaart van de Maagd van de Antwerpse schilder Antheunis.
In het koor bevinden zich een gotische stenen doopvont uit de 15-de eeuw en een lezenaar uit 1510. Zes werken van Isidore Lecrenier uit Hoei, besteld in 1856-1858 en omstreeks die tijd geschilderd, stellen het leven van Begga voor. Het koorgestoelte werd vermoedelijk gebouwd in de 17-de eeuw en is afkomstig van een oudere collegiale kerk.
In de kruisbeuk, links, is een altaar ter ere van Sint-Jozef opgericht. Erboven hangt een doek uit de 17-de eeuw dat Sint-Begga voorstelt. Rechts in de kruisbeuk bevindt zich een altaar toegewijd aan het Heilig Hart. Daar is een doek uit de 19-de eeuw, dat Begga's zuster, Sint-Getrudis, te zien.
Het gewelf in de viering is verfraaid met de symbolische voorstelling van de vier evangelisten:
- Lucas met de stier;
- Johannes met de adelaar;
- Marcus met de leeuw;
- Mattheüs met de engel.

De zijbeuken herbergen een aantal biechtstoelen (met gebeeldhouwde elementen), in 1778 gemaakt door N. Pierard uit Bouvignes-sur-Meuse.
De preekstoel werd in 1779 vervaardigd door schrijnwerker J.-J. Genicot; de aangebrachte versieringen in de vorm van medaillons werden in 1779 uit hout gesneden door fr:François-Joseph Denis uit Namen. 
Het doek Moord op de Onschuldige Kinderen, in 1615 geschilderd door Louis Finson (uit Brugge) (zie afbeelding), is hier te zien.
Twee panelen vervaardigd uit messing, nabij de zijingangen aan de muur bevestigd, vermelden de namen van 218 personen die tijdens de Eerste Wereldoorlog, op 20 en 21 augustus 1914, door Duitse soldaten werden gefusilleerd.
Achteraan, op het doksaal, bevindt zich het orgel dat in 1731 vervaardigd werd door Thomas Weidtman uit Ratingen (Duitsland). Dit orgel bevond zich voorheen in de oude collegiale kerk en werd in de huidige kerk samengevoegd met het orgel uit de oude Sint-Pieterskerk.
In de schatkamer zijn onder meer ondergebracht:
- een Merovingisch reliekschrijn van Sint-Begga;
- edelsmeedwerk
- liturgische gewaden
- doeken
- grafstenen
- cultusobjecten
- versieringen
- porselein van Andenne
- drukwerken

Naast de kerk staat een middeleeuwse toegangspoort, de Sint-Stevenspoort. Vlakbij bevindt zich de Sint-Beggabron (vernieuwd in de 17e eeuw) die anno 2014 nog wordt gebruikt.

## Het graf van Begga en de cultus
In een koorkapel, links van het hoogkoor, bevindt zich het graf van Begga. Dit grafmonument is 12e-eeuws. Het is overdekt met een zwarte marmeren tafel die op 5 pilaartjes rust -de zogenaamde tafel van Begga- waaraan men bovennatuurlijke kwaliteiten toedichtte. Iedere vrijdag, na de mis van halfacht, brachten moeders hun ziekelijke kinderen mee. Ze lieten ze glijden tussen de tafel en de onderbouw. De handeling werd driemaal herhaald of in totaal 27 keren tijdens de duur van een noveen. Begga werd ook aanroepen om stotteraars te genezen omwille van haar naam (stotteren in het Frans: bégaiment). De processie ter hare ere trekt anno 2014 nog steeds rond op 7 juli.

## Afbeeldingen

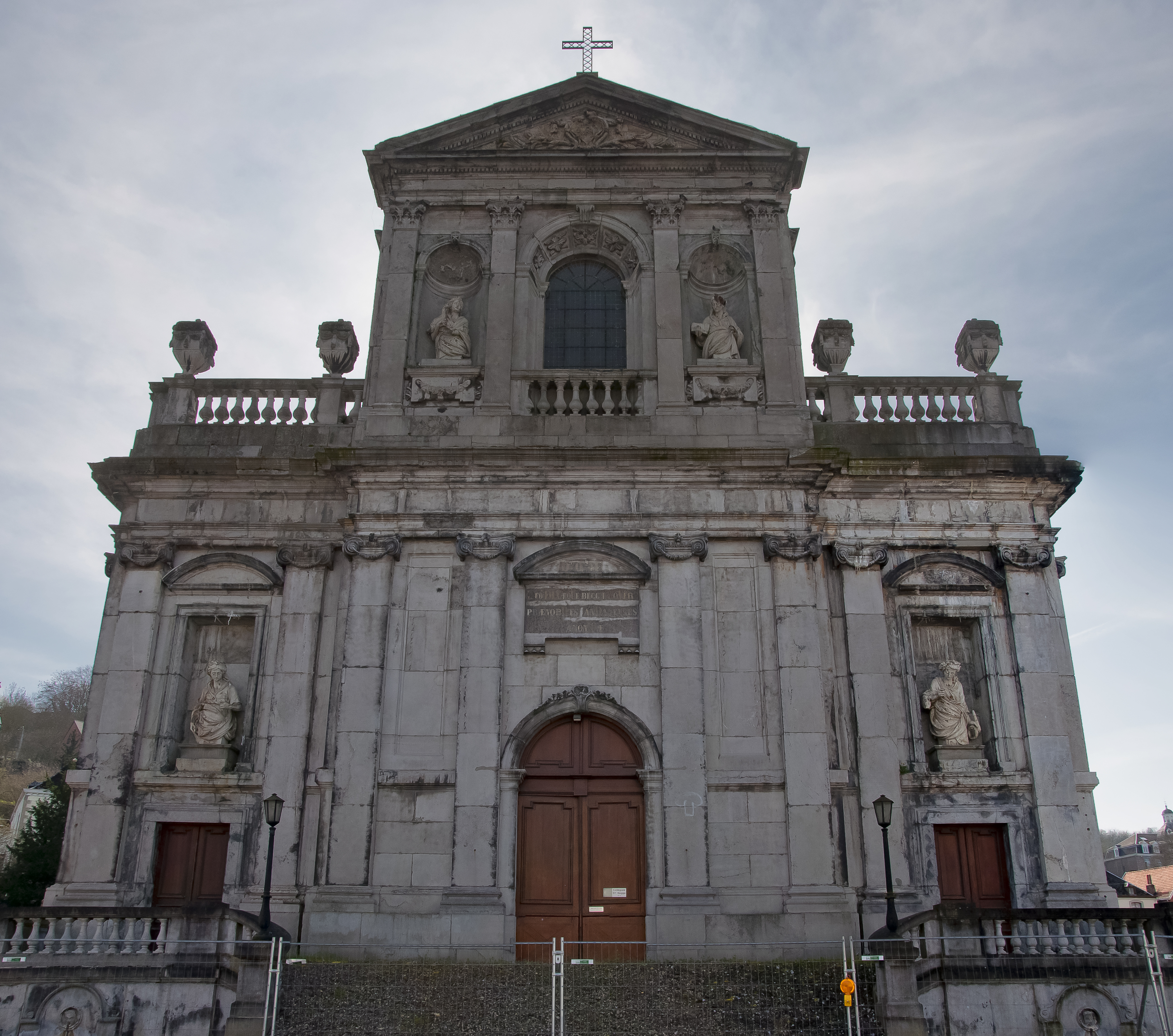
De gevel van de kerk
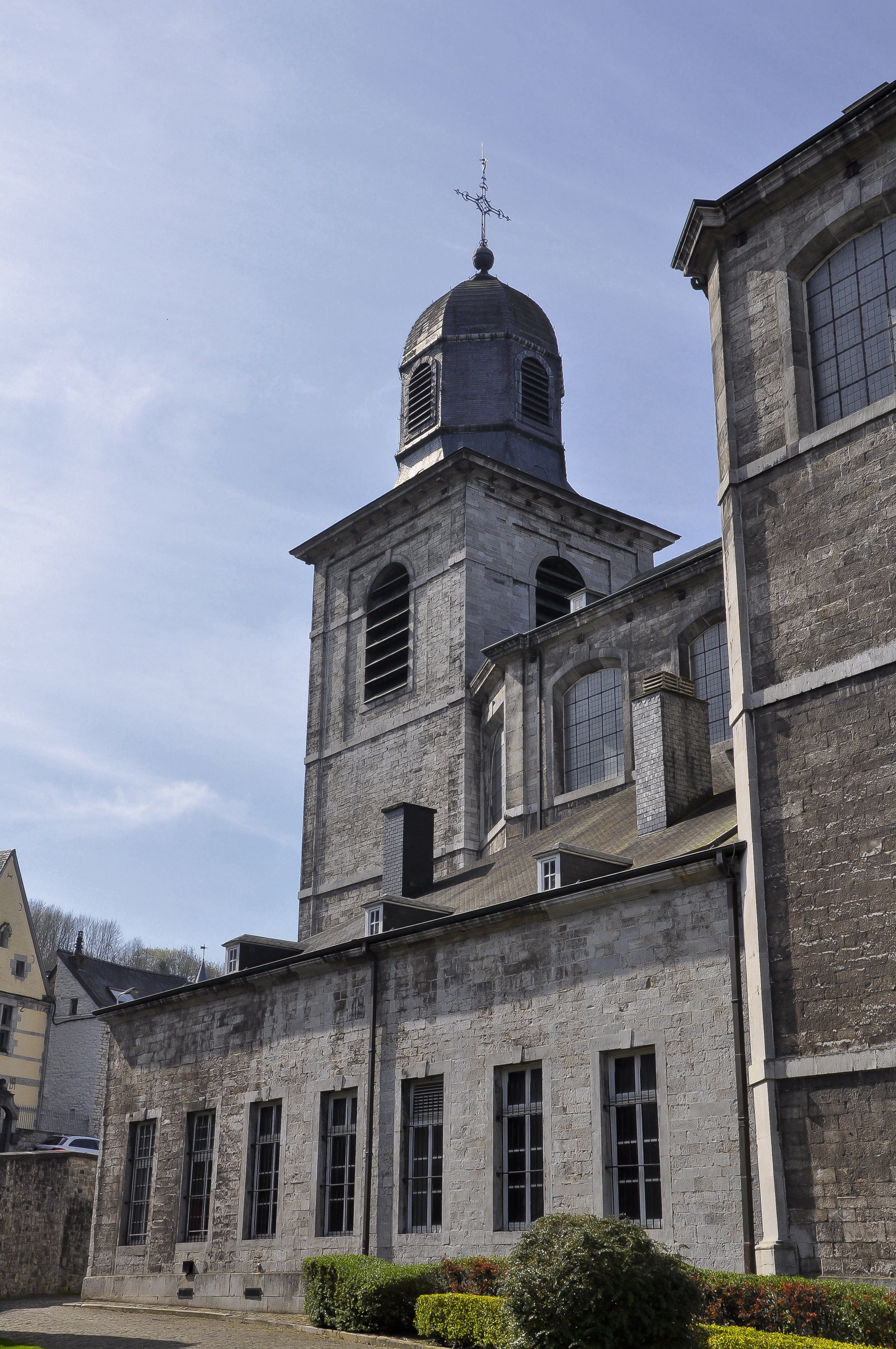
De toren van de kerk
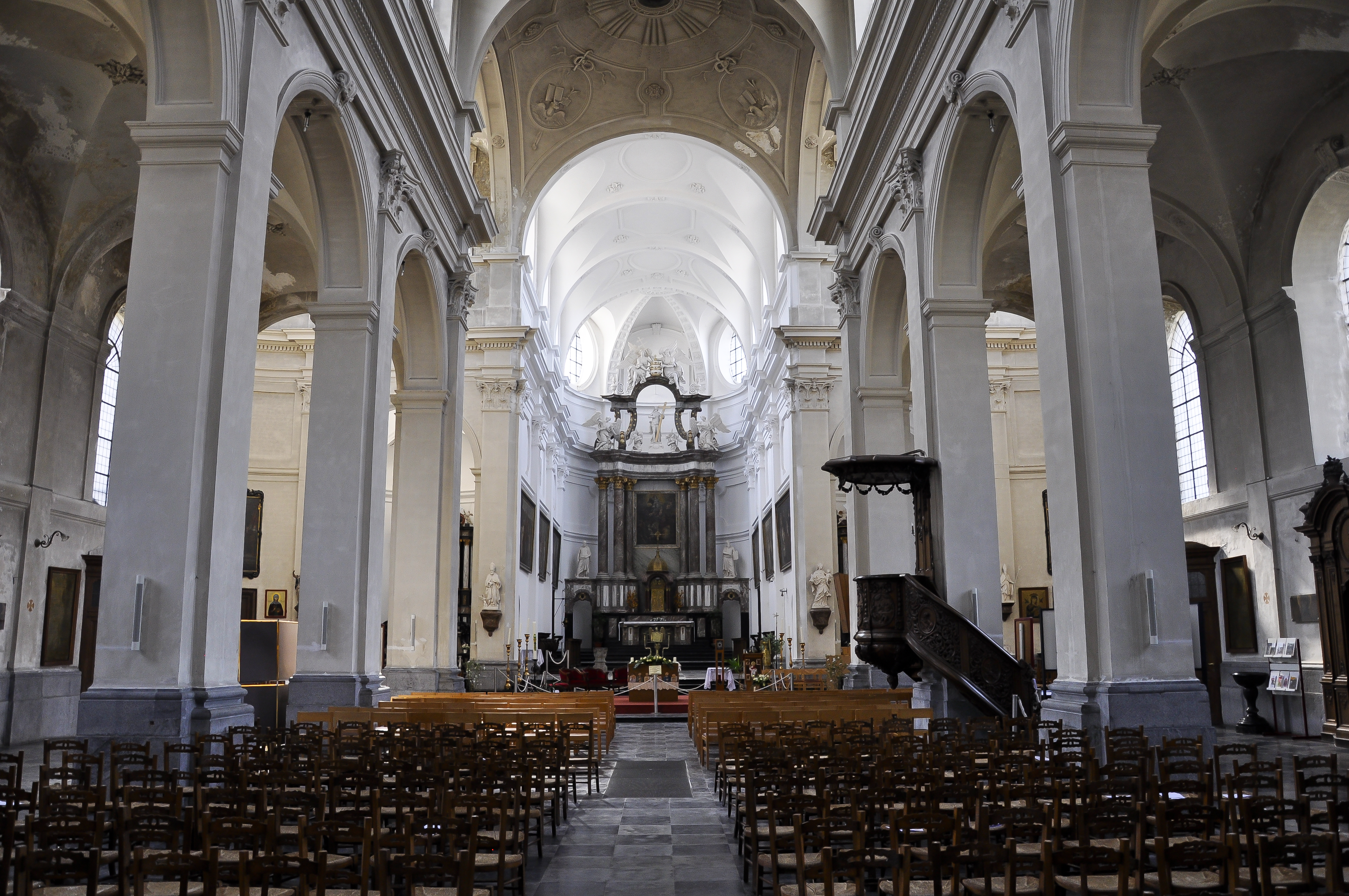
Interieur
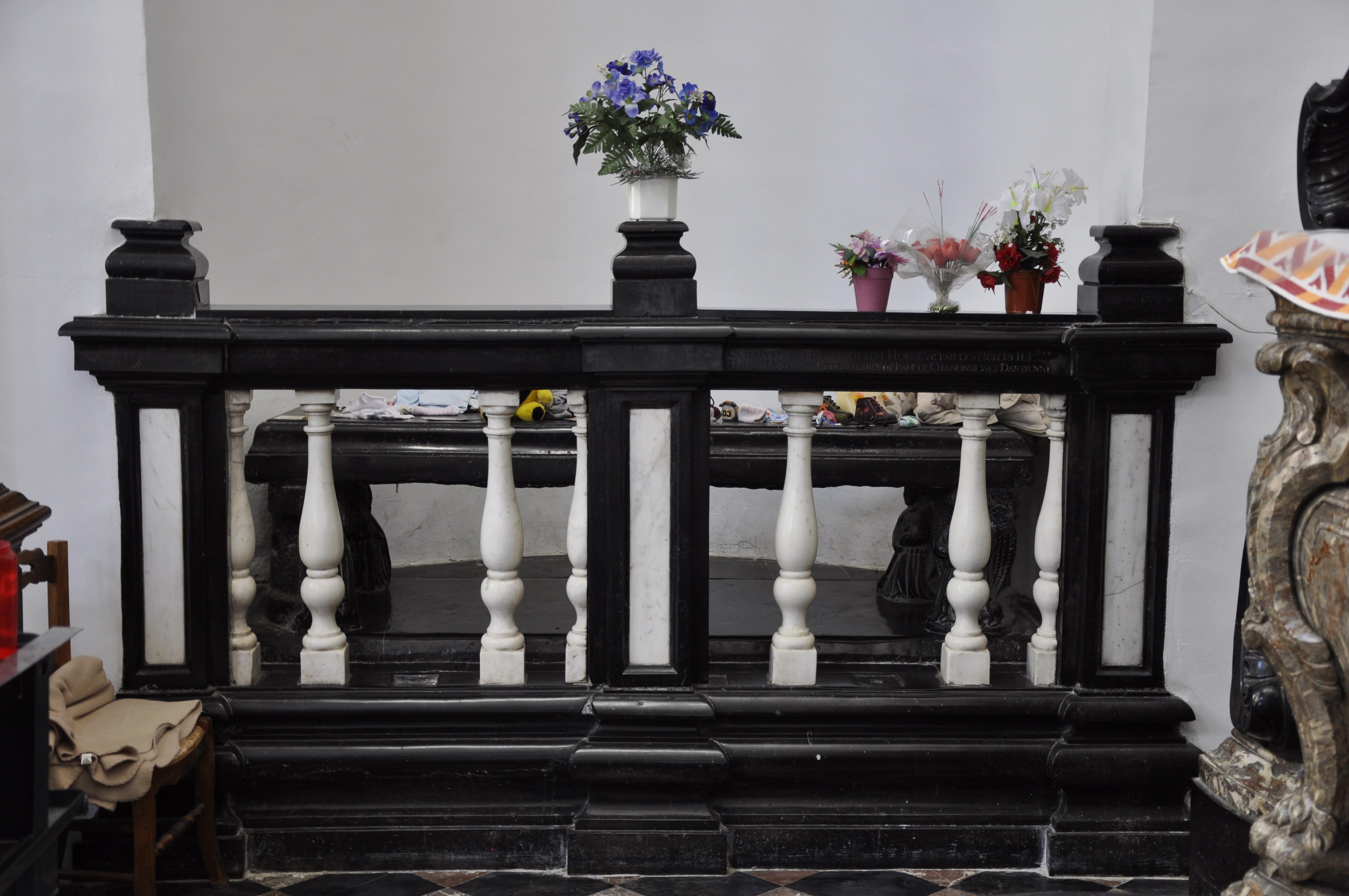
Het graf van Begga
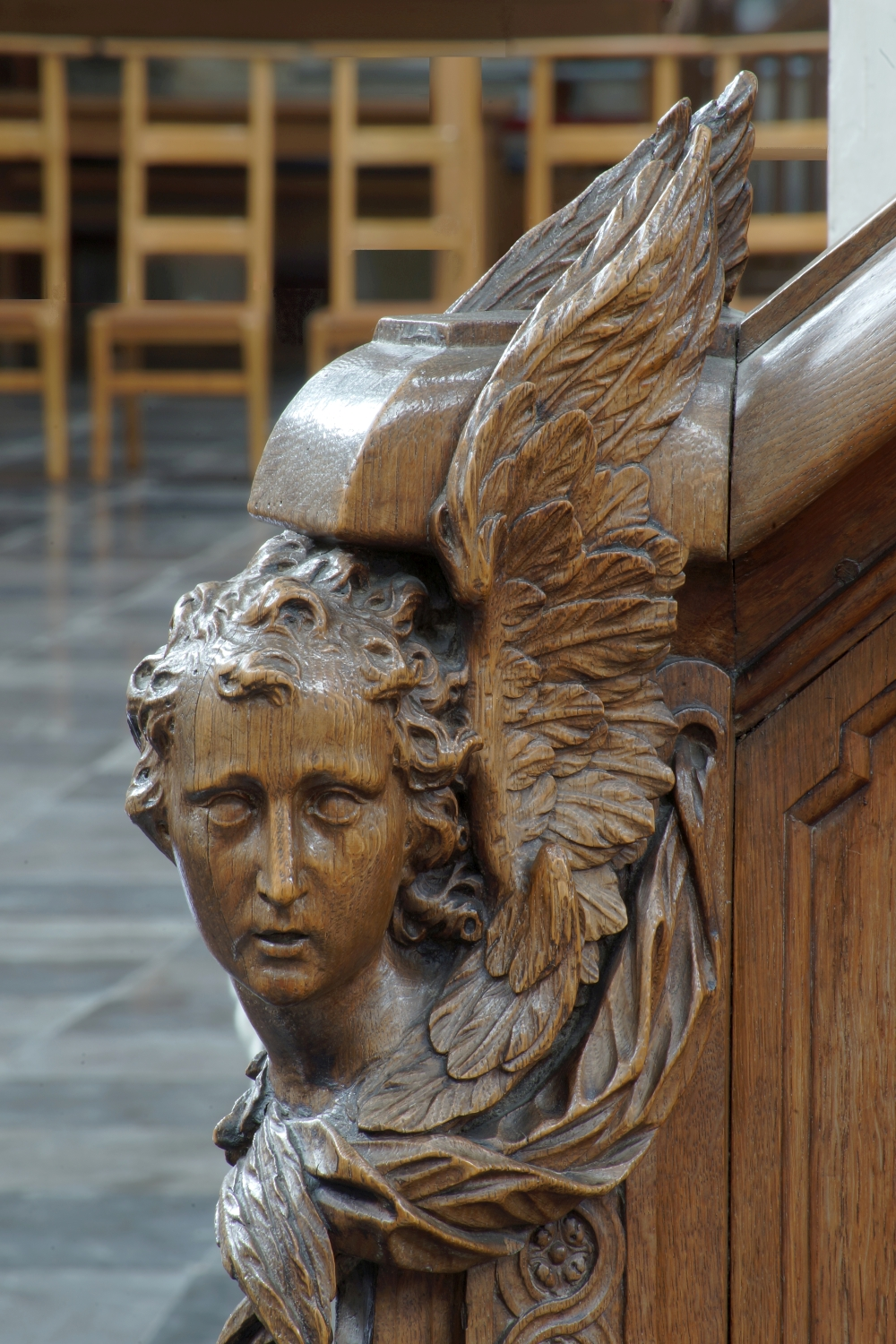
Detail van de preekstoel (F.-I. Denis, anno 1779)
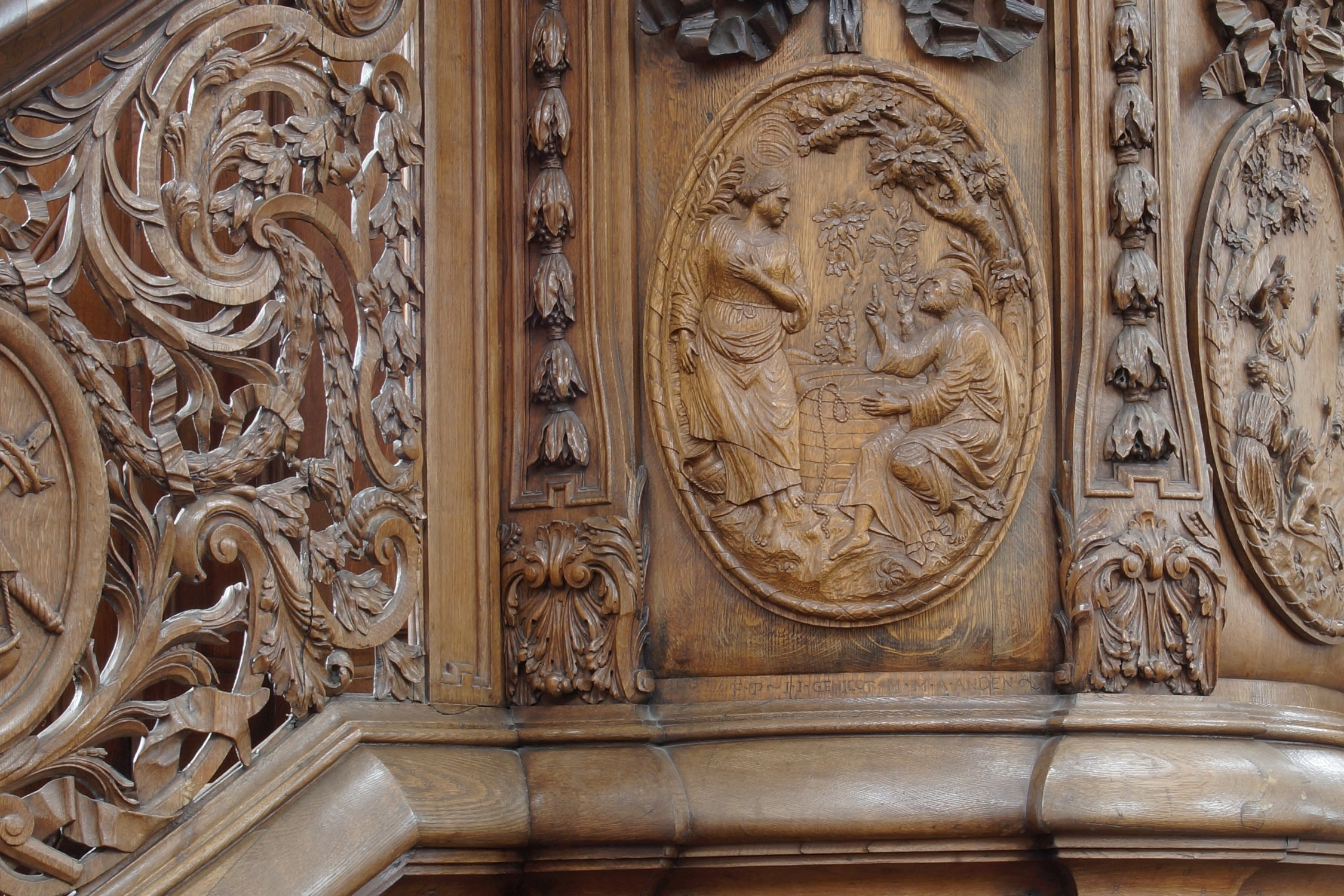
Detail van de preekstoel (F.-I. Denis, anno 1779)
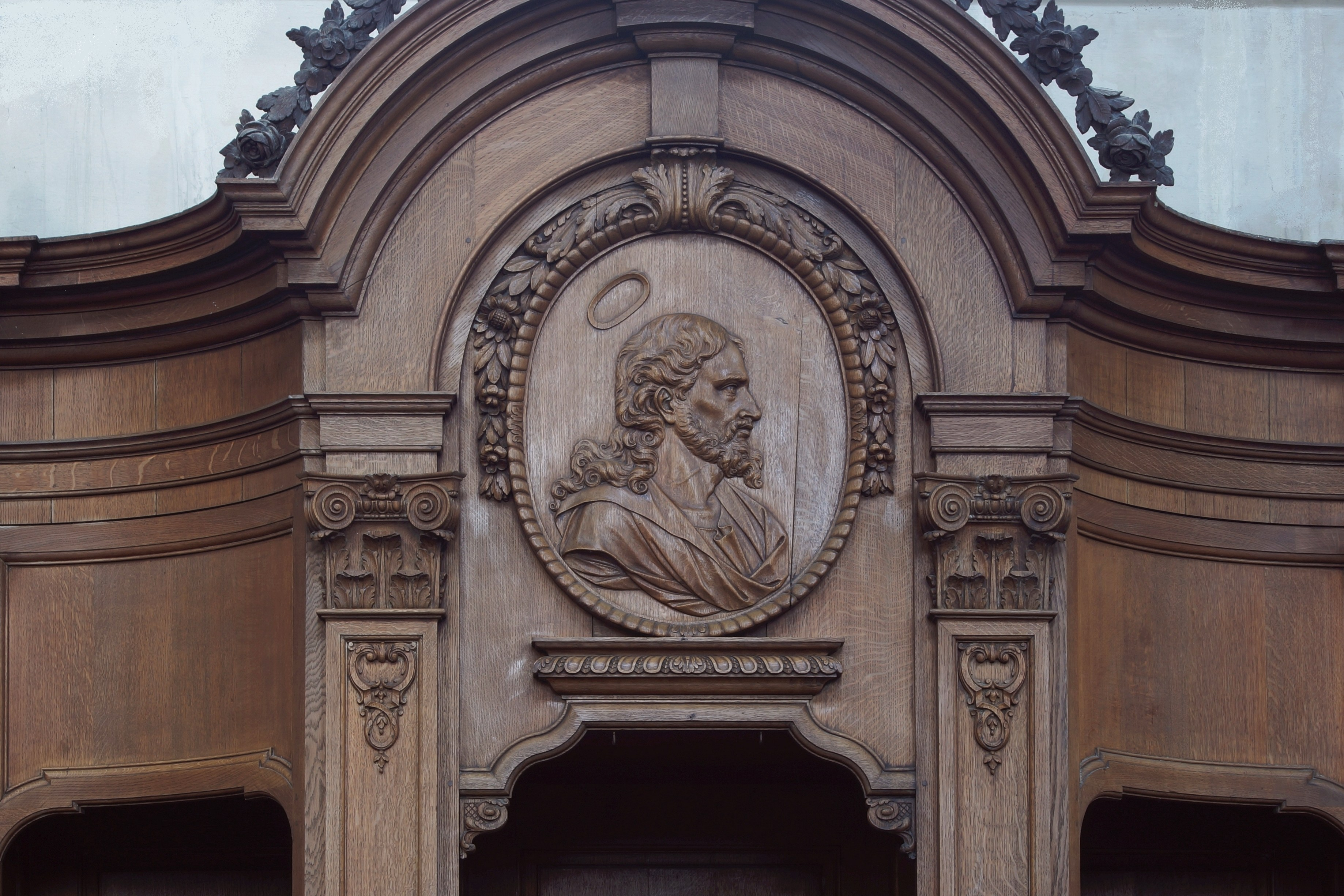
Detail van een biechtstoel (N. Pierard, anno 1778)
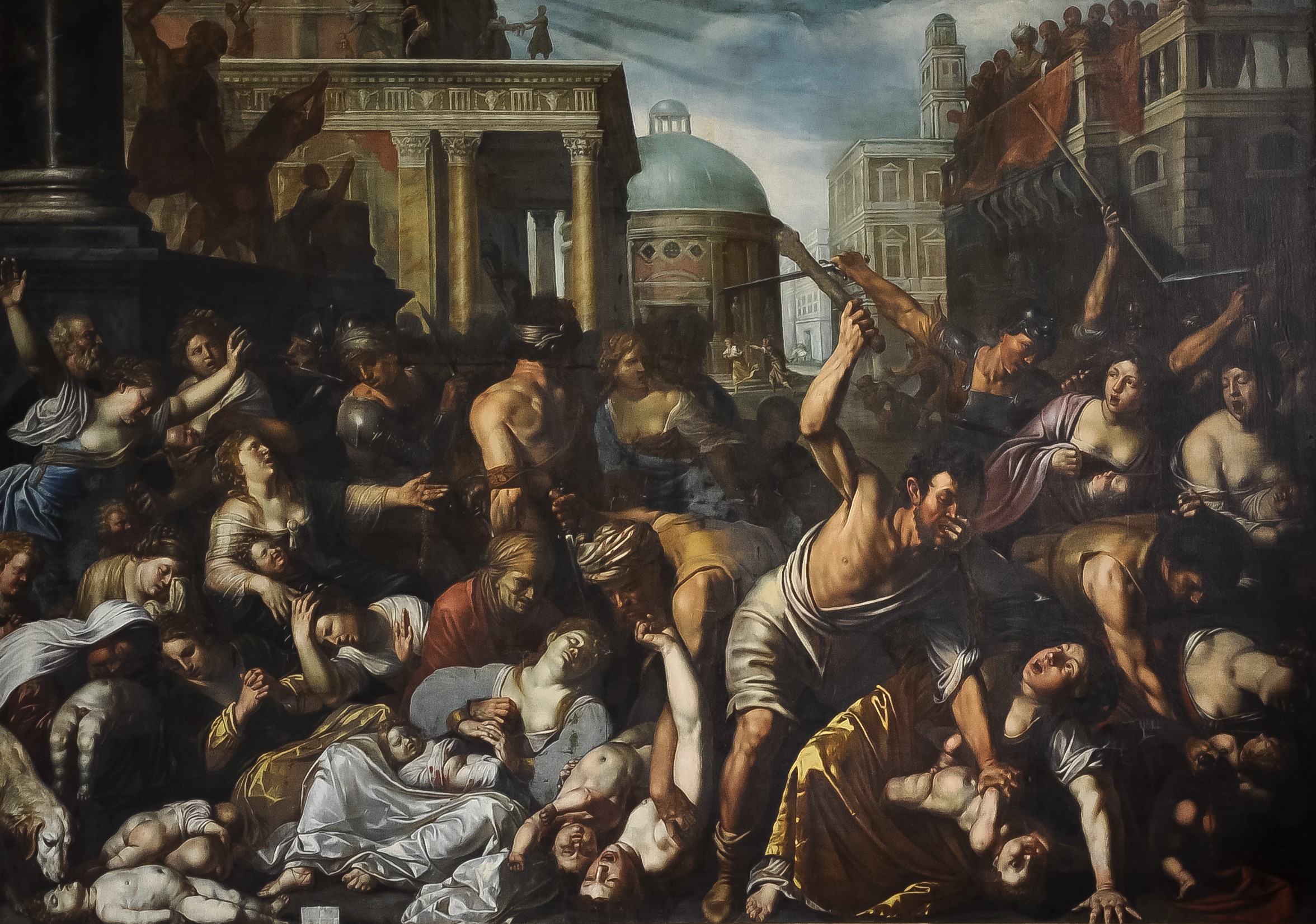
Moord op de Onschuldige Kinderen
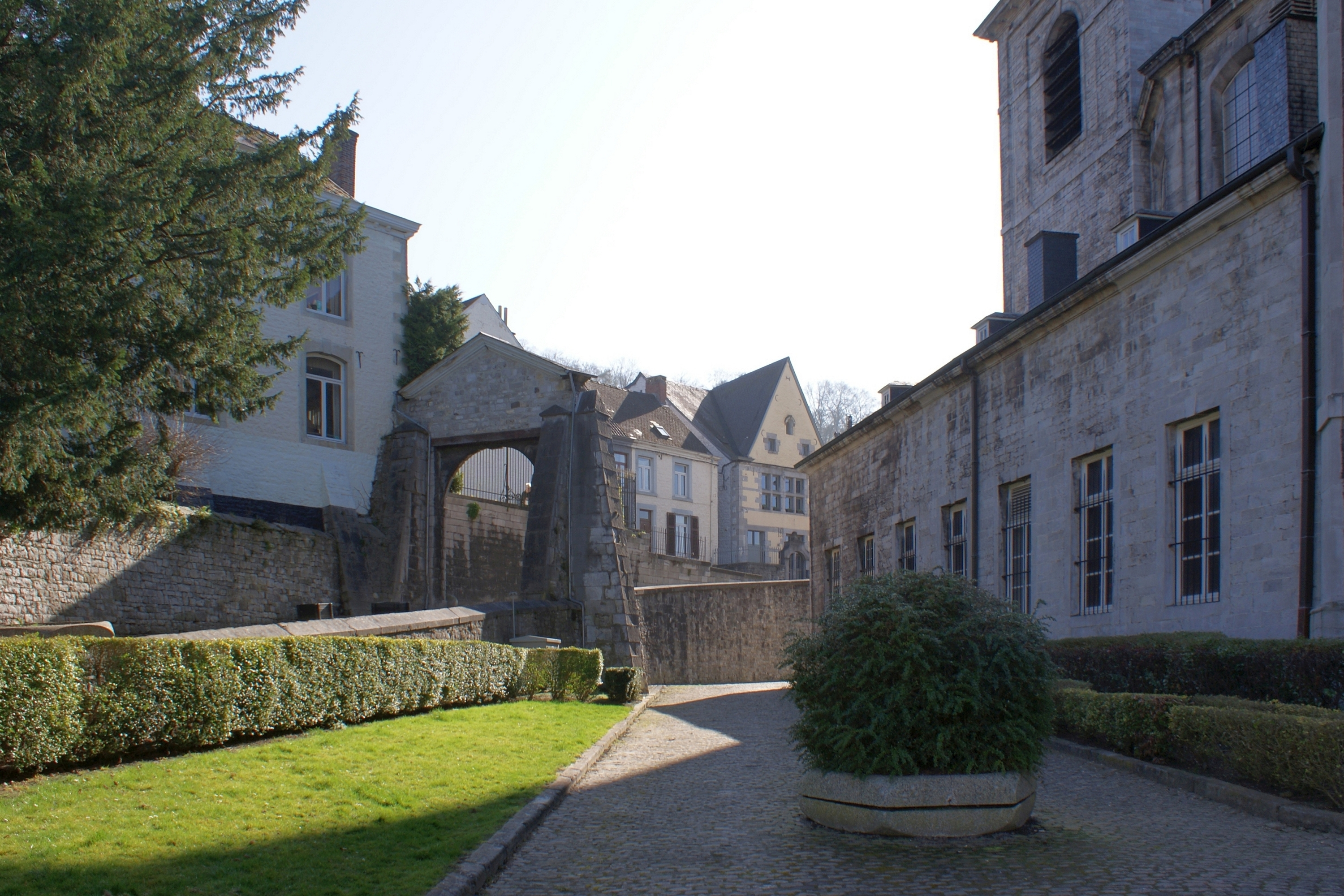
Sint-Stevenspoort naast de kerk
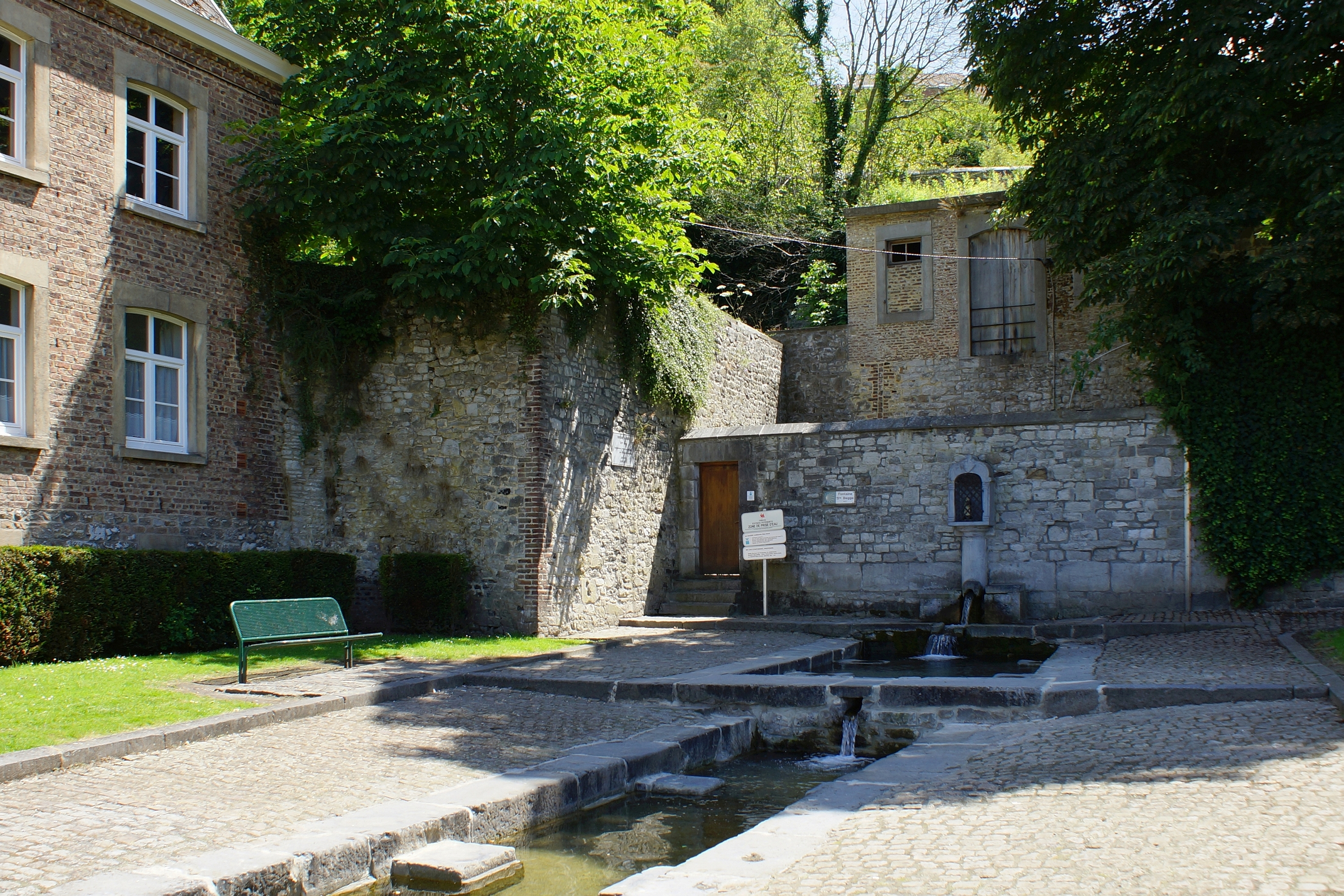
Fontein van Begga